# Gayo
Gayo, a veces transliterado como Cayo (en latín, Gaius; c. 120 d. C.-c. 178 d. C.) fue un jurista y escritor romano de mediados del siglo II.

## Antecedentes históricos
Gayo es una figura jurídica cuya identidad sigue siendo objeto de debate, debido a la escasez de información sobre su vida. Su nombre completo es desconocido, ya que «Gayo» corresponde únicamente a su praenomen. La falta de referencias históricas ha llevado a algunos romanistas a cuestionar incluso su género, planteando la posibilidad de que se tratara de una mujer. Se estima que nació alrededor del año 120 d. C. en una provincia oriental del Imperio Romano y que residió en un entorno provincial. No existen menciones contemporáneas sobre su vida ni sobre su producción intelectual, y en el siglo XX se intentó asociarlo con Cayo Casio Longino.
Su labor se centró en la enseñanza del derecho, y la totalidad de sus escritos tenían una finalidad pedagógica. La mayoría de sus obras fueron redactadas durante los gobiernos de Antonino Pío y, en menor medida, de Marco Aurelio. Su muerte debió ocurrir con posterioridad al año 178 d. C., como lo evidencia su comentario sobre el senatusconsultum orfitianum promulgado en esa fecha.

## Obras
Su principal obra fue la conocida como Instituciones en cuatro libros , una de las primeras exposiciones sistemáticas romanas del derecho al modo griego, y los comentarios ad edictum praetoris urbani o ad edictum urbicum o sobre el edicto del pretor en diez a quince libros y ad edictum provinciale (sic) en treinta y dos libros, sobre el edicto del pretor, con el habitual apéndice sobre el edicto edilicio.

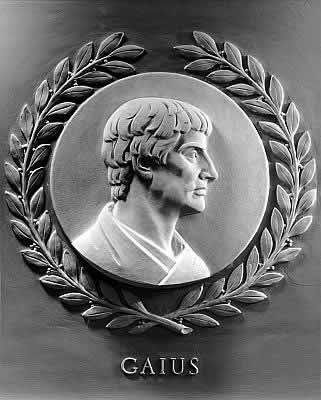
Bajorrelieve de Gayo de la Cámara de Representantes de EE. UU.

Las Institutiones se han conservado casi íntegramente, gracias a un códice palimpsesto del siglo V de la Biblioteca de Verona, descubierto por Barthold Georg Niebuhr en 1816, bajo el texto de una obra de san Jerónimo, recuperado mediante reactivos especiales. El procedimiento formulario (agere per formulas), que ocupa gran parte del libro IV, era prácticamente desconocido hasta este hallazgo, pues en el Digesto no aparecen referencias directas, al ser éstas eliminadas, pues en la época de la compilación se aplicaba otro sistema, el cognitio extraordinem. En Oxirrinco (Egipto) se encontró un papiro que contenía una página del libro IV y, posteriormente, en el mismo país se halló un pergamino del siglo IV o V que reproduce diez importantes páginas de este texto, ya que contienen los pasajes ilegibles del manuscrito de Verona.

## Importancia
A partir del análisis de sus textos, se ha sostenido que Gayo no estaba muy al tanto de la evolución doctrinal de la época, especialmente, al declararse sabiniano en la época de los Antoninos, cuando la rivalidad de las escuelas sabineana y proculeyana había prácticamente desaparecido, lo que reafirmaría su carácter provincial. Para algunos autores no era propiamente un jurista, sino más bien un docente, autor de manuales de derecho. A esta opinión se suma el hecho que careció del ius respondendi, autorización que se le daba a los juristas para dar opiniones en nombre del emperador, y la inexistencia de antecedentes sobre que haya sido consultor.
Su interés por el derecho romano antiguo era evidente y por esta razón su trabajo es el más valioso para los historiadores de las instituciones romanas tempranas. Sus Intitutiones alcanzaron gran difusión durante el Dominado, y por ello es prácticamente la única obra de derecho romano que ha llegado casi completa, aparte del Corpus Iuris Civilis, siendo utilizada hasta la época de Justiniano I como texto para los estudiantes de derecho, por lo que fue objeto de varias ediciones e incluso reelaboraciones y resúmenes. De hecho, las Institutiones de Justiniano se basaron principalmente en la obra de Gayo. 
Fue incluido, junto a Ulpiano, Paulo, Modestino y Papiniano, en la ley de citas de 426, que regulaba la recitatio de las obras de los juristas ante los tribunales, es decir, qué juristas podían ser invocados y los criterios para la decisión del juez ante opiniones diversas de éstos.